# Sam and Max

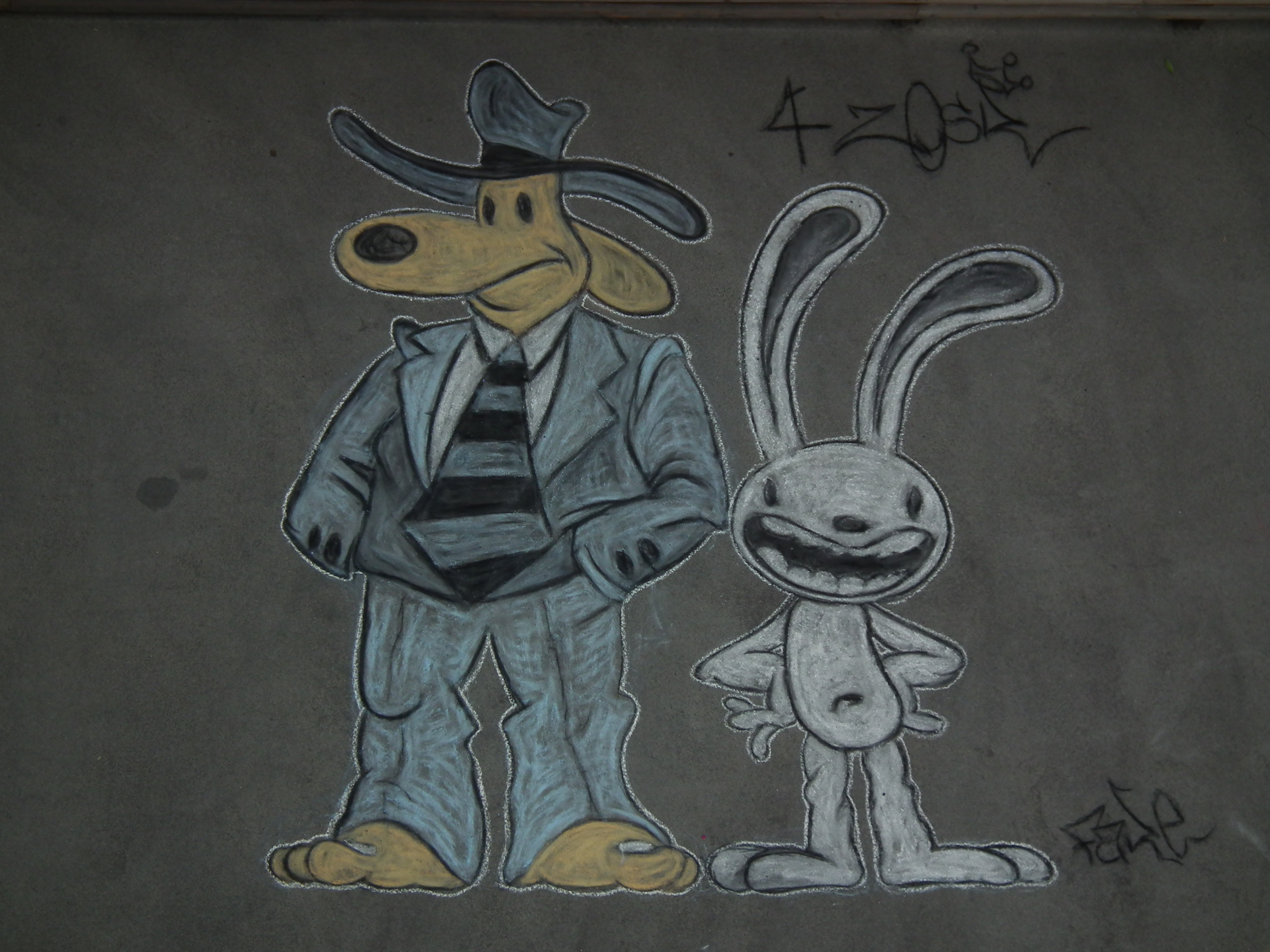
Arte urbano en Dresde, Alemania, que representa a Sam y Max

Sam and Max es una pareja de personajes de la tira cómica homónima creados por Steve Purcell en 1987. Sam es un perro antropomorfo y Max es un conejo y amigo de Sam.
Su primera aparición se llamó "Monkeys Violating The Heavenly Temple" (1987).

## Descripción
Ambos forman un equipo de investigadores privados, o como les gusta llamarse, "policías independientes". La pareja vive y trabaja en la ciudad de Nueva York, pero a menudo viajan a lugares exóticos tales como Nueva Orleans, el antiguo Egipto, las Filipinas y la luna. Conducen un coche patrulla De Soto modelo 1960 en el cual viajan a todos sus destinos (incluyendo la luna).
Sus técnicas para combatir el crimen a menudo involucran el uso extremo de la violencia.

## Adaptaciones a otros medios
La serie contó con un exitoso juego de aventura gráfica producida en 1993 por la compañía de juegos LucasArts, llamada Sam & Max Hit the Road, que utilizaba el famoso motor SCUMM.
En septiembre de 2005 Telltale Games, compañía en la que trabajan antiguos miembros de LucasArts, anuncia un acuerdo con Steve Purcell para la adquisición de los derechos de Sam and Max. Tras expirar el contrato con LucasArts, los derechos de explotación de los personajes volvieron a las manos de su creador que optó por Telltale para el desarrollo de una nueva franquicia.
Con un formato episódico, Telltale Games ha lanzado desde 2006 un total de tres temporadas de seis, cinco y cinco capítulos respectivamente. Esos capítulos son juegos de corta-media duración que se venden en línea por medio de una plataforma habilitada por la compañía a tales efectos. Todos son aventuras gráficas en 3D y han gozado de un considerable éxito tanto de público como de crítica, llegando a afirmar que superan a su "predecesor", Sam & Max Hit the Road.
Antes de la incursión con la franquicia Sam and Max, Telltale Games ya había adaptado el cómic Bone: Out from Boneville en una aventura gráfica aparecida en septiembre de 2005.
También existió una serie de dibujos animados infantil, que no tenía tanta violencia.

## Juegos
- Sam & Max Hit the Road (1993)
- Sam & Max Season One (2006)
- Sam & Max Season Two (2007-2008)
- Sam & Max Season Three (The Devil's Playhouse) (2010)
- Sam & Max (version Wii)
- Sam & Max Season One Remastered (2020)
- Sam & Max Season Two Remastered
- Poker night - Como un rival (2010)
- Poker night 2 - Como un rival (2013)